# مقرره مساعدت‌های حقوقی
مقرره مساعدت های حقوقی بر اساس قانون وکلای مدافع افغانستان، برای تنظیم امور مربوط به مساعدت‌های حقوق، در سال ۱۳۸۷ تصویب شده است.

#### پیوندها
1. 1 2  «ریاست مساعدت های حقوقی | وزارت عدلیه». moj.gov.af. دریافت‌شده در ۲۰۲۲-۱۰-۲۵.
2. ↑  «مساعدت‌حقوقی در افغانستان : تاریخچه، چالش‌ها و آینده». Afghanistan Analysts Network - Dari Pashto (به پشتو). ۲۰۱۸-۰۲-۰۶. دریافت‌شده در ۲۰۲۲-۱۰-۲۵.